# Escueillens-et-Saint-Just-de-Bélengard
Escueillens-et-Saint-Just-de-Bélengard là một xã của Pháp, nằm ở tỉnh Aude trong vùng Occitanie.
Người dân địa phương trong tiếng Pháp gọi là Escueillengardois. 

## Hành chính
| Danh sách các xã trưởng                |           |             |      |         |
| Giai đoạn                              | Giai đoạn | Tên         | Đảng | Tư cách |
| tháng 3 năm 2001                       |           | Joseph Ayax |      |         |
| Tất cả các dữ liệu trước đây không rõ. |           |             |      |         |

## Thông tin nhân khẩu
| | \| Năm \| 1962 \| 1968 \| 1975 \| 1982 \| 1990 \| 1999 \| \| -------------------------------------------------------------------------------------------------------------------------------------- \| ---- \| ---- \| ---- \| ---- \| ---- \| ---- \| \| Dân số \| 274 \| 221 \| 168 \| 158 \| 140 \| 140 \| \| From the year 1968 on: No double counting—residents of multiple communes (e.g. students and military personnel) are counted only once. \| \| \| \| \| \| \| |      |      |      |      |      |
| Năm | 1962 | 1968 | 1975 | 1982 | 1990 | 1999 |
| Dân số | 274 | 221  | 168  | 158  | 140  | 140  |
| From the year 1968 on: No double counting—residents of multiple communes (e.g. students and military personnel) are counted only once. | |      |      |      |      |      |